# Landtagswahl im Burgenland 1953
Die Landtagswahl im Burgenland 1953 wurde am 22. Februar 1953 durchgeführt und war die 7. Landtagswahl im österreichischen Bundesland Burgenland. Bei der Wahl verlor die Österreichische Volkspartei (ÖVP) zwar gegenüber der Landtagswahl 1949 ihre absolute Stimmenmehrheit und mit einem Verlust von 4,2 Prozentpunkten zwei ihrer Mandate. Mit 16 von 32 Mandaten konnte sie jedoch eine Mehrheit anderer Parteien im Landtag verhindern. Von den Verlusten der ÖVP profitierten vor allem die linken Parteien. Die Sozialistische Partei Österreichs (SPÖ) konnte ihre Verluste von 1949 wettmachen und erreichte mit einem Gewinn von 4,3 Prozentpunkten den Hinzugewinn eines Mandats, womit sie 14 Mandate erreichte. Die Wahlpartei der Unabhängigen (WdU) verlor zwar 0,2 Prozentpunkte, konnte jedoch mit einem Stimmenanteil von 3,6 % ihr Mandat halten. Der Kommunistischen Partei Österreichs (KPÖ) gelang mit 3,2 % der Wiedereinzug in den Landtag, in dem sie in der Folge einen Abgeordneten stellte. Die Einigung der Mitte (EM) trat 1953 nicht mehr an. 
Der Landtag der VII. Gesetzgebungsperiode konstituierte sich in der Folge am 19. März 1953 und wählte an diesem Tag die Landesregierung Karall III.

## Ergebnisse
- KPÖ: 1
- SPÖ: 14
- ÖVP: 16
- VDU: 1

|                                         | Ergebnisse 1953  | Ergebnisse 1953  | Ergebnisse 1953  | Ergebnisse 1949 | Ergebnisse 1949 | Ergebnisse 1949 | Differenzen | Differenzen | Differenzen |
| --------------------------------------- | ---------------- | ---------------- | ---------------- | --------------- | --------------- | --------------- | ----------- | ----------- | ----------- |
| Wahlberechtigte                         | 176.396          | 176.396          | 176.396          | 169.836         | 169.836         | 169.836         | + 6.560     | + 6.560     | + 6.560     |
| Wahlbeteiligung                         | 96,25 %          | 96,25 %          | 96,25 %          | 97,41 %         | 97,41 %         | 97,41 %         | - 1,16 %    | - 1,16 %    | - 1,16 %    |
|                                         | Stimmen          | %                | Mand.            | Stimmen         | %               | Mand.           | Stimmen     | %           | Mand.       |
| Abgegebene Stimmen                      | 169.787          |                  |                  | 165.432         |                 |                 | + 4.355     |             |             |
| Ungültig                                | 2.273            | 1,34 %           |                  | 1.034           | 0,63 %          |                 | + 1.239     | + 0,74 %    |             |
| Gültig                                  | 167.514          | 98,66 %          |                  | 164.398         | 99,37 %         |                 | + 3.166     | - 0,74 %    |             |
| Partei                                  |                  |                  |                  |                 |                 |                 |             |             |             |
| Österreichische Volkspartei (ÖVP)       | 81.138           | 48,44 %          | 16               | 86.496          | 52,61 %         | 18              | - 5.358     | - 4,17 %    | - 2         |
| Sozialistische Partei Österreichs (SPÖ) | 74.934           | 44,73 %          | 14               | 66.470          | 40,43 %         | 13              | + 8.464     | + 4,30 %    | + 1         |
| Wahlpartei der Unabhängigen (WdU)       | 6.056            | 3,62 %           | 1                | 6.327           | 3,85 %          | 1               | - 271       | - 0,23 %    | ± 0         |
| Kommunistische Partei Österreichs (KPÖ) | 5.386            | 3,22 %           | 1                | 4.784           | 2,91 %          | 0               | + 602       | + 0,31 %    | + 1         |
| Einigung der Mitte (EM)                 | nicht kandidiert | nicht kandidiert | nicht kandidiert | 321             | 0,20 %          | 0               | - 321       | - 0,20 %    | ± 0         |
| Gesamt                                  | 167.514          | 100,00 %         | 32               | 164.398         | 100,00 %        | 32              | + 3.116     |             |             |